# Sympistis aterrima
Sympistis aterrima là một loài bướm đêm thuộc họ Noctuidae. Nó được tìm thấy ở Bắc Mỹ, bao gồm California. It was formerly được gọi là Stylopoda aterrima.
Sải cánh dài khoảng 25 mm.